# Ochrolechia mexicana
Ochrolechia mexicana är en lavart som beskrevs av Vain. Ochrolechia mexicana ingår i släktet Ochrolechia och familjen Ochrolechiaceae.   Inga underarter finns listade i Catalogue of Life.